# Dirphya plagiata
Dirphya plagiata är en skalbaggsart som beskrevs av Aurivillius 1914. Dirphya plagiata ingår i släktet Dirphya och familjen långhorningar. Inga underarter finns listade i Catalogue of Life.